# Cubilete (revista de Gong)
Cubilete fue una revistas de historietas infantil española (o tebeo) editada en 1949 por la editorial Gong, con 12 números publicados.

## Contenido
| Números | Título               | Autoría           |
| ------- | -------------------- | ----------------- |
|         | El Recluta Policarpo | José Sanchis Grau |
|         | Orosia, mujer cañón  | Pérez Maset       |
|         | Petalito             | Ángel Puigmiquel  |
|         | Don Homobono         | Juan José Carbó   |
|         | Cayetano Bimba       | Pérez Maset       |
|         | Rubin Ruud           | Alfons Figueras   |